# Exoneura variabilis
Exoneura variabilis là một loài Hymenoptera trong họ Apidae. Loài này được Rayment mô tả khoa học năm 1949.